# ディラン・モスコビッチ
ディラン・デヴィッド・モスコビッチ（英語: Dylan David Moscovitch, 1984年9月23日 - ）は、カナダ出身の男性元フィギュアスケート選手（ペア）。パートナーはリュボーフィ・イリュシェチキナ、カーステン・ムーア＝タワーズ、妹のキーラ・モスコビッチ。
2014年ソチオリンピック団体戦銀メダリスト。

## 表記
他の表記にディラン・モスコヴィッチ、ディラン・モスコヴィチなどがある。

## 経歴
1984年トロント生まれ。2歳でスケートを始める。
男子シングルの選手として2000-2001シーズンのカナダ選手権ジュニアクラスで本選に進出。翌シーズンは本選に出場はなかったものの、続く2002-2003シーズンからジュニアグランプリシリーズに参戦。2003-2004シーズンにはカナダ選手権ジュニアクラスで2位にはいる。翌2004-2005シーズンからシニアクラスに昇級するが、カナダの男子シングルでは屈指の選手とまでは言えない成績にとどまり、国際舞台からは遠のいた。
シングル競技と平行し、9歳下の妹キーラと組みペアでも競技会に参加。2005-2006シーズンにはカナダ選手権ジュニアクラスで優勝、翌シーズンからシニアクラスで7位、4位と成績を残したが、キーラの年齢が国際スケート連盟の定めるジュニアクラスに達しないため、2007-2008シーズンまで国際競技会には出場が叶わなかった。2008-2009シーズンに国際競技会デビューを果たしたが、カナダ選手権には出場せずペアを解消した。
2009年にカーステン・ムーア＝タワーズとのペアを結成。開催国推薦によりスケートカナダ出場を果たす。カナダ選手権でも5位となり四大陸選手権カナダ代表となった。
2010-2011シーズン、グランプリシリーズのスケートカナダでISU主催の大会で初めてのメダルとなる銀メダルを獲得。スケートアメリカでも銀メダルを獲得し、初めてのグランプリファイナル出場を果たした。カナダ選手権では初優勝。
2011-2012シーズン、グランプリシリーズ2戦では両方とも銅メダルを獲得するものの、カナダ選手権では表彰台を逃しシーズンを終えた。
2012-2013シーズン、USインターナショナルクラシックで自身初の国際大会優勝を飾る。カナダ選手権では2位に入り、四大陸選手権でも2位。2年ぶりの出場の世界選手権では4位に入った。
2013-2014シーズン、USインターナショナルクラシックで2年連続の優勝。スケートアメリカはSP、FS共に自己ベストを更新し2位。ロステレコム杯では3位。3度目の出場のグランプリファイナルでは6位だった。ソチオリンピックの団体戦はFSに出場し2位、銀メダルを獲得した。世界選手権では2年連続の4位。4月30日、ムーア＝タワーズとのペアを解消することを発表した。その後、ロシア出身のリュボーフィ・イリュシェチキナとペアを結成し、リー・バーケルとブライス・デイヴィソンにコーチを変更した。
2014-2015シーズン、イリュシェチキナとの国際デビュー戦となるワルシャワ杯で優勝。カナダ選手権では銀メダルを獲得し、四大陸選手権と世界選手権に出場した。
2016-2017シーズン、スケートカナダで銅メダルを獲得し。四大陸選手権では4年ぶりの表彰台となる3位。世界選手権では、国内王者のメーガン・デュハメル/エリック・ラドフォード組が負傷で不調のところ、自己ベストの演技で6位に入り、カナダペアのオリンピック出場枠「3」を確保した。
2017-2018シーズン、フィンランディア杯で4位。スケートカナダで6位、フランス国際では4位。平昌オリンピック代表の懸かるカナダ選手権ではペア結成以来初めて表彰台を逃す4位で、代表の座を逃した。四大陸選手権でも4位に終わり、このシーズンは主要な大会でメダルを手にすることはなかった。
2018年4月10日、現役引退を発表した。

## 主な戦績

### ペア
- リュボーフィ・イリュシェチキナとのペア

| 大会/年              | 2014-15 | 2015-16 | 2016-17 | 2017-18 |
| -------------------- | ------- | ------- | ------- | ------- |
| 世界選手権           | 13      | 7       | 6       |         |
| 四大陸選手権         | 6       | 5       | 3       | 4       |
| カナダ選手権         | 2       | 3       | 2       |         |
| GPフランス国際       |         |         |         | 4       |
| GP中国杯             |         | 7       | 3       |         |
| GPスケートカナダ     |         |         | 3       | 6       |
| GP NHK杯             |         | 5       |         |         |
| CSフィンランディア杯 |         |         |         | 4       |
| CSネーベルホルン杯   |         |         | 2       |         |
| CSネペラ杯           |         | 4       |         |         |
| CSワルシャワ杯       | 1       |         |         |         |

- カーステン・ムーア＝タワーズとのペア

| 大会/年            | 2009-10 | 2010-11 | 2011-12 | 2012-13 | 2013-14 |
| ------------------ | ------- | ------- | ------- | ------- | ------- |
| 冬季オリンピック   |         |         |         |         | 5       |
| 世界選手権         |         | 8       |         | 4       | 4       |
| 四大陸選手権       | 9       | 5       |         | 2       |         |
| カナダ選手権       | 5       | 1       | 4       | 2       | 2       |
| GPファイナル       |         | 6       |         | 5       | 6       |
| GPロステレコム杯   |         |         |         |         | 3       |
| GPスケートアメリカ |         | 2       | 3       |         | 2       |
| GP NHK杯           |         |         |         | 2       |         |
| GP中国杯           |         |         | 3       | 4       |         |
| GPスケートカナダ   | 6       | 2       |         |         |         |
| USクラシック       |         |         |         | 1       | 1       |

- キーラ・モスコビッチとのペア

| 大会/年          | 2005-06 | 2006-07 | 2007-08 | 2008-09 |
| ---------------- | ------- | ------- | ------- | ------- |
| カナダ選手権     | 1 J     | 7       | 4       |         |
| ネーベルホルン杯 |         |         |         | 8       |

#### 詳細
| 2017-2018 シーズン    |                                                         |         |          |          |
| 開催日                | 大会名                                                  | SP      | FS       | 結果     |
| 2018年1月22日 - 27日  | 2018年四大陸フィギュアスケート選手権（台北）            | 5 64.50 | 5 114.50 | 4 179.00 |
| 2017年11月17日 - 19日 | ISUグランプリシリーズフランス国際（グルノーブル）       | 4 66.36 | 4 126.71 | 4 193.07 |
| 2017年10月27日 - 29日 | ISUグランプリシリーズスケートカナダ（レジャイナ）       | 5 64.06 | 6 112.29 | 6 176.35 |
| 2017年10月6日 - 8日   | ISUチャレンジャーシリーズフィンランディア杯（エスポー） | 4 64.15 | 3 119.65 | 4 183.80 |

| 2016-2017 シーズン     |                                                                  |         |          |          |
| 開催日                 | 大会名                                                           | SP      | FS       | 結果     |
| 2017年3月27日 - 4月2日 | 2017年世界フィギュアスケート選手権（ヘルシンキ）                 | 6 73.14 | 8 133.05 | 6 206.19 |
| 2017年2月14日 - 19日   | 2017年四大陸フィギュアスケート選手権（江陵）                     | 4 73.04 | 4 132.27 | 3 205.31 |
| 2017年1月16日 - 22日   | カナダフィギュアスケート選手権（オタワ）                         | 2 72.19 | 2 136.05 | 2 208.24 |
| 2016年11月18日 - 20日  | ISUグランプリシリーズ 中国杯（北京）                             | 2 71.28 | 3 120.26 | 3 191.54 |
| 2016年10月27日 - 30日  | ISUグランプリシリーズ スケートカナダ（ミシサガ）                 | 3 67.53 | 3 122.69 | 3 190.22 |
| 2016年9月22日 - 24日   | ISUチャレンジャーシリーズ ネーベルホルン杯（オーベルストドルフ） | 2 65.98 | 2 118.42 | 2 184.40 |

| 2015-2016 シーズン      |                                                                        |         |          |          |
| 開催日                  | 大会名                                                                 | SP      | FS       | 結果     |
| 2016年3月26日 - 4月3日  | 2016年世界フィギュアスケート選手権（ボストン）                         | 8 68.17 | 6 131.35 | 7 199.52 |
| 2016年2月16日 - 21日    | 2016年四大陸フィギュアスケート選手権（台北）                           | 5 61.97 | 5 117.70 | 5 179.67 |
| 2016年1月18日 - 24日    | カナダフィギュアスケート選手権（ハリファックス）                       | 3 69.50 | 3 134.72 | 3 204.22 |
| 2015年11月27日 - 29日   | ISUグランプリシリーズ NHK杯（長野）                                    | 5 63.80 | 6 116.83 | 5 180.63 |
| 2015年11月6日 - 8日     | ISUグランプリシリーズ 中国杯（北京）                                   | 7 55.42 | 6 111.38 | 7 166.80 |
| 2015年9月30日 - 10月4日 | ISUチャレンジャーシリーズ オンドレイネペラトロフィー（ブラチスラヴァ） | 4 57.38 | 4 111.66 | 4 169.04 |

| 2014-2015 シーズン    |                                                      |          |           |           |
| 開催日                | 大会名                                               | SP       | FS        | 結果      |
| 2015年3月23日 - 29日  | 2015年世界フィギュアスケート選手権（上海）           | 11 60.32 | 13 109.59 | 13 169.91 |
| 2015年2月9日 - 15日   | 2015年四大陸フィギュアスケート選手権（ソウル）       | 6 60.13  | 6 113.37  | 6 173.50  |
| 2015年1月19日 - 25日  | カナダフィギュアスケート選手権（キングストン）       | 2 65.15  | 2 122.70  | 2 187.85  |
| 2014年11月20日 - 23日 | ISUチャレンジャーシリーズ ワルシャワ杯（ワルシャワ） | 1 55.40  | 1 107.62  | 1 163.02  |

| 2013-2014 シーズン    |                                                            |         |          |          |
| 開催日                | 大会名                                                     | SP      | FS       | 結果     |
| 2014年3月24日 - 30日  | 2014年世界フィギュアスケート選手権（さいたま）             | 6 69.31 | 3 136.21 | 4 205.52 |
| 2014年2月6日 - 22日   | ソチオリンピック（ソチ）                                   | 6 70.92 | 5 131.18 | 5 202.10 |
| 2014年2月6日 - 22日   | ソチオリンピック 団体戦（ソチ）                            | -       | 2 129.74 | 2 団体   |
| 2014年1月9日 - 15日   | カナダフィギュアスケート選手権（オタワ）                   | 2 74.96 | 2 134.48 | 2 209.44 |
| 2013年12月5日 - 8日   | 2013/2014 ISUグランプリファイナル（福岡）                  | 6 68.77 | 5 120.34 | 6 189.11 |
| 2013年11月22日 - 24日 | ISUグランプリシリーズ ロステレコム杯（モスクワ）           | 3 65.65 | 4 123.08 | 3 188.73 |
| 2013年10月18日 - 20日 | ISUグランプリシリーズ スケートアメリカ（デトロイト）       | 2 71.51 | 2 136.94 | 2 208.45 |
| 2013年9月11日 - 15日  | 2013年USインターナショナルクラシック（ソルトレイクシティ） | 1 68.52 | 1 132.78 | 1 201.30 |

| 2012-2013 シーズン    |                                                            |         |          |          |
| 開催日                | 大会名                                                     | SP      | FS       | 結果     |
| 2013年3月10日 - 17日  | 2013年世界フィギュアスケート選手権（ロンドン）             | 5 69.25 | 5 130.25 | 4 199.50 |
| 2013年2月6日 - 11日   | 2013年四大陸フィギュアスケート選手権（大阪）               | 2 66.33 | 1 130.45 | 2 196.78 |
| 2013年1月13日 - 20日  | カナダフィギュアスケート選手権（ミシサガ）                 | 2 68.23 | 2 136.31 | 2 204.54 |
| 2012年12月6日 - 9日   | 2012/2013 ISUグランプリファイナル（ソチ）                  | 5 60.95 | 6 119.50 | 5 180.45 |
| 2012年11月23日 - 25日 | ISUグランプリシリーズ NHK杯（利府）                        | 2 65.14 | 2 115.49 | 2 180.63 |
| 2012年11月2日 - 4日   | ISUグランプリシリーズ 中国杯（上海）                       | 3 59.12 | 4 113.24 | 4 172.36 |
| 2012年9月12日 - 16日  | 2012年USインターナショナルクラシック（ソルトレイクシティ） | 1 63.34 | 1 115.91 | 1 179.25 |

| 2011-2012 シーズン    |                                                      |         |          |          |
| 開催日                | 大会名                                               | SP      | FS       | 結果     |
| 2012年1月16日 - 22日  | カナダフィギュアスケート選手権（モンクトン）         | 3 60.26 | 4 104.16 | 4 164.42 |
| 2011年11月4日 - 6日   | ISUグランプリシリーズ 中国杯（上海）                 | 2 60.78 | 4 111.26 | 3 172.04 |
| 2011年10月21日 - 23日 | ISUグランプリシリーズ スケートアメリカ（オンタリオ） | 4 59.60 | 2 117.83 | 3 177.43 |

| 2010-2011 シーズン     |                                                        |          |          |          |
| 開催日                 | 大会名                                                 | SP       | FS       | 結果     |
| 2011年4月24日 - 5月1日 | 2011年世界フィギュアスケート選手権（モスクワ）         | 10 56.86 | 8 106.31 | 8 163.17 |
| 2011年2月15日 - 20日   | 2011年四大陸フィギュアスケート選手権（台北）           | 5 54.41  | 3 111.81 | 5 166.22 |
| 2011年1月20日 - 23日   | カナダフィギュアスケート選手権（ビクトリア）           | 1 64.73  | 1 122.90 | 1 187.63 |
| 2010年12月9日 - 12日   | 2010/2011 ISUグランプリファイナル（北京）              | 6 58.73  | 6 110.84 | 6 169.57 |
| 2010年11月11日 - 14日  | ISUグランプリシリーズ スケートアメリカ（ポートランド） | 2 61.64  | 2 113.84 | 2 175.48 |
| 2010年10月29日 - 31日  | ISUグランプリシリーズ スケートカナダ（キングストン）   | 5 53.68  | 1 117.24 | 2 170.92 |

| 2009-2010 シーズン    |                                                    |         |          |          |
| 開催日                | 大会名                                             | SP      | FS       | 結果     |
| 2010年1月27日 - 28日  | 2010年四大陸フィギュアスケート選手権（全州）       | 8 48.76 | 9 87.00  | 9 135.76 |
| 2010年1月15日 - 16日  | カナダフィギュアスケート選手権（ロンドン）         | 6 54.46 | 5 105.67 | 5 160.13 |
| 2009年11月20日 - 21日 | ISUグランプリシリーズ スケートカナダ（キッチナー） | 7 51.14 | 6 95.77  | 6 146.91 |

| 2008-2009 シーズン   |                                              |         |         |          |
| 開催日               | 大会名                                       | SP      | FS      | 結果     |
| 2008年9月25日 - 26日 | 2008年ネーベルホルン杯（オーベルストドルフ） | 8 45.65 | 9 77.48 | 8 123.13 |

| 2007-2008 シーズン   |                                                |         |          |          |
| 開催日               | 大会名                                         | SP      | FS       | 結果     |
| 2008年1月16日 - 20日 | カナダフィギュアスケート選手権（バンクーバー） | 3 57.01 | 5 103.75 | 4 160.76 |

| 2006-2007 シーズン   |                                                  |         |         |          |
| 開催日               | 大会名                                           | SP      | FS      | 結果     |
| 2007年1月15日 - 21日 | カナダフィギュアスケート選手権（ハリファックス） | 4 53.34 | 9 86.41 | 7 139.75 |

| 2005-2006 シーズン  |                                                         |         |         |          |
| 開催日              | 大会名                                                  | SP      | FS      | 結果     |
| 2006年1月9日 - 15日 | カナダフィギュアスケート選手権 ジュニアクラス（オタワ） | 3 45.81 | 1 88.64 | 1 134.45 |

### 男子シングル
| 大会/年              | 2002-03 | 2003-04 | 2004-05 |
| -------------------- | ------- | ------- | ------- |
| カナダ選手権         | 6 J     | 2 J     | 14      |
| JGP SBC杯            |         | 9       |         |
| JGP B.シュベルター杯 | 10      |         |         |
| トリグラフトロフィー |         | 3 J     |         |

- J - ジュニアクラス

#### 詳細
| 2004-2005 シーズン |                                            |          |          |          |           |
| 開催日             | 大会名                                     | 予選     | SP       | FS       | 結果      |
| 2005年1月17日-23日 | カナダフィギュアスケート選手権（ロンドン） | 16 22.51 | 17 45.06 | 12 93.58 | 14 161.15 |

| 2003-2004 シーズン    |                                                     |    |    |      |
| 開催日                | 大会名                                              | SP | FS | 結果 |
| 2004年4月14日 - 18日  | トリグラフトロフィー ジュニアクラス（イェセニツェ） | 3  | 3  | 3    |
| 2003年10月16日 - 19日 | ISUジュニアグランプリ SBC杯（岡谷）                 | 10 | 9  | 9    |

| 2003-2004 シーズン    |                                                                |    |    |      |
| 開催日                | 大会名                                                         | SP | FS | 結果 |
| 2002年10月10日 - 13日 | ISUジュニアグランプリ ブラオエン・シュベルター杯（ケムニッツ） | 9  | 10 | 10   |

## プログラム使用曲
| シーズン  | SP | FS | EX |
| --------- | --- | --- | --- |
| 2017-2018 | 夜の囁き 作曲：フィル・コリンズタンゴ・ジェラシー 作曲：ヤコブ・ゲーゼ 振付：デヴィッド・ウィルソン、マリー＝フランス・デュブレイユ                                                                            | At This Moment 曲：ビリー・ヴェラ、The Beaters                                                         | Black Velvet 曲：アランナ・マイルズ                                                                   |
| 2016-2017 | タンゴ・ジェラシー 作曲：ヤコブ・ゲーゼ 振付：デヴィッド・ウィルソン、マリー＝フランス・デュブレイユ | When You Say You Love Me 作曲：ダレン・ヘイズ ボーカル：ジョシュ・グローバン 振付：サンドラ・ベジック  | Since I've Been Loving You 曲：レッド・ツェッペリン 振付：デヴィッド・ウィルソン                      |
| 2015-2016 | Since I've Been Loving You 曲：レッド・ツェッペリン 振付：デヴィッド・ウィルソン | 交響曲第2番 作曲：セルゲイ・ラフマニノフ 振付：デヴィッド・ウィルソン                                  | Feeling Good ボーカル：マイケル・ブーブレ 振付：デヴィッド・ウィルソン                                |
| 2014-2015 | Feeling Good ボーカル：マイケル・ブーブレ 振付：デヴィッド・ウィルソン | 映画『007 ロシアより愛をこめて』サウンドトラックより 作曲：ジョン・バリー 振付：デヴィッド・ウィルソン | I Put a Spell on You ボーカル：ガルー                                                                 |
| 2013-2014 | パリジャンワルツ(Larrons En Foire) 映画『ミックマック』サウンドトラックより 作曲：ラファエル・ボー 振付：マーク・ピレイシング・シング・シング 作曲：ルイ・プリマ 演奏：ベニー・グッドマン 振付：マーク・ピレイ | フェデリコ・フェリーニメドレー 作曲：ニーノ・ロータ 振付：マーク・ピレイ                               | Everybody hurts ボーカル：アリアンヌ・モファットスケーターズ・ワルツ 作曲：エミール・ワルトトイフェル |
| 2012-2013 | パリジャンワルツ(Larrons En Foire) 映画『ミックマック』サウンドトラックより 作曲：ラファエル・ボー 振付：マーク・ピレイ                                                                                        | クイーンメドレー 振付：マーク・ピレイ                                                                  | Dreaming With a Broken Heart ボーカル：ジョン・メイヤーInside Out ボーカル：イメルダ・メイ            |
| 2011-2012 | 映画『ボルサリーノ』より 作曲：クロード・ボリング | 映画『ヘンリー5世』より 作曲：パトリック・ドイル                                                       | Dreaming With a Broken Heart ボーカル：ジョン・メイヤー                                               |
| 2010-2011 | 映画『その男ゾルバ』より 作曲：ミキス・テオドラキス | ミュージカル『レ･ミゼラブル』より 作曲：クロード＝ミシェル・シェーンベルク                             | 映画『チアーズ!』より 作曲：クリストフ・ベック                                                        |
| 2009-2010 | 映画『未来世紀ブラジル』より 作曲：マイケル・ケイメン | Leyenda, Romanza, Malaguena                                                                            | Something ボーカル：ジム・スタージェス                                                                |